# Prison Architect 2
Prison Architect 2 è un videogioco (in fase di sviluppo) di costruzione e gestione di prigioni, sviluppato da Double Eleven e Kokku e pubblicato da Paradox Interactive . È il seguito di Prison Architect.

## Modalità di gioco
Prison Architect 2 è sviluppato come un videogioco completamente in 3D. Si tratta di un'evoluzione rispetto al suo predecessore, che era un gioco 2D dall'alto verso il basso con una modalità 3D parziale. Il gioco consentirà ai giocatori di costruire prigioni su più piani.

## Sviluppo e pubblicazione
Il gioco è stato annunciato nel gennaio 2024 da Paradox Interactive, che ha acquisito il titolo da Introversion Software nel 2019. Il gioco è stato inizialmente sviluppato da Double Eleven, che ha assunto il compito di sviluppo del primo capitolo dopo l'acquisizione. Tuttavia, il 13 maggio 2024 Paradox Interactive annunciò un cambio di studio di sviluppo, poiché Paradox Interactive e Double Eleven non erano riusciti a raggiungere un accordo commerciale. Kokku, che aveva lavorato con Double Eleven dalla metà del 2023, avrebbe dovuto occuparsi dello sviluppo del titolo.
Inizialmente previsto per il 26 marzo 2024, il gioco è stato annunciato con un ritardo al 7 maggio 2024 per "correggere altri bug e ottimizzare ulteriormente il gioco per tutte le piattaforme". La data è stata poi ulteriormente posticipata al 3 settembre 2024 poiché il team ha incontrato "nuove sfide tecniche". Il 2 agosto 2024, il gioco è stato ritardato a tempo indeterminato allo scopo di migliorarne le prestazioni e la qualità.